# Relațiile dintre Georgia și Comunitatea Statelor Independente
Relațiile dintre Georgia și Comunitatea Statelor Independente (CSI) este o relație internațională multilaterală între o țară terță și o organizație supranațională.

## Istorie
La 3 decembrie 1993, prin decizie a Consiliului șefilor de stat, Georgia a fost acceptată în Commonwealth, iar la 9 decembrie 1993, Georgia a aderat la Carta CSI.
Georgia s-a retras din miniștrii apărării CSI la 3 februarie 2006, deoarece apartenența la acel grup nu era compatibilă cu participarea la NATO.

### Ieșirea Georgiei din CSI
La 12 august 2008, președintele Georgiei, Mihail Saakashvili, și-a anunțat dorința de a se retrage din CSI din cauza războiului ruso-georgian. Pe 14 august 2008, Parlamentul Georgiei a decis în unanimitate (117 voturi) retragerea Georgiei din organizație. Conform Cartei CSI (articolul 9 din capitolul I), un stat membru are dreptul de a se retrage din Commonwealth. Statul va notifica în scris depozitarului prezentei Carte această intenție cu 12 luni înainte de ieșire. Totodată, obligațiile care au apărut în perioada de participare la prezenta Cartă leagă statele respective la îndeplinirea integrală a acestora. La 9 octombrie 2008, ministrul Afacerilor Externe al Federației Ruse, Serghei Lavrov, a anunțat că Consiliul Miniștrilor de Externe din țările CSI a luat o decizie oficială de a înceta calitatea de membru al Georgiei la Commonwealth în august 2009. Pe 18 august 2009, Georgia a părăsit oficial CSI.